# Červenský rybník
Červenský rybník je rybník v okrese okrese Mladá Boleslav v Českém ráji. Leží severně od města Dolní Bousov, na katastrálním území Horní Bousov.

## Popis
Je to druhý největší rybník regionu Mladoboleslavsko s vodní plochou 39 ha.
Při jihovýchodním břehu leží tovární kolonie Dolního Bousova s několika menšími (továrními) vodními nádržemi.
Dříve, v době rozkvětu rybníkářství, se tento rybník jmenoval Prostředek. Koncem 18. století byl vypuštěný a změněný na louky. Ve 20. století byl obnoven a dnes je znám jako Červenský rybník.
Rybník je využíván k chovu kachen a ryb. Je také významným hnízdištěm ptáků a místem opakovaného výskytu slavíků.

## Vodní režim
Rybník je napájen říčkou Klenicí (největší rybník na jejím toku) a několika dalšími menšími přítoky (např. Sobotka).

## Panorama

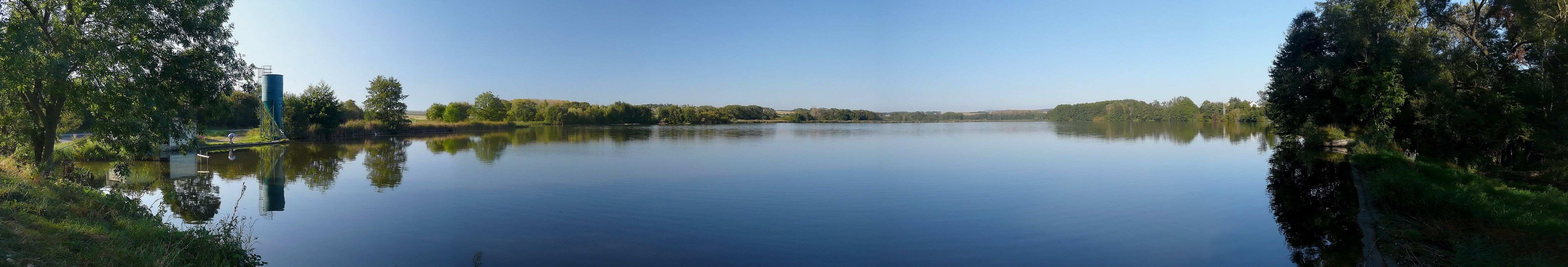
Červenský rybník

## Galerie

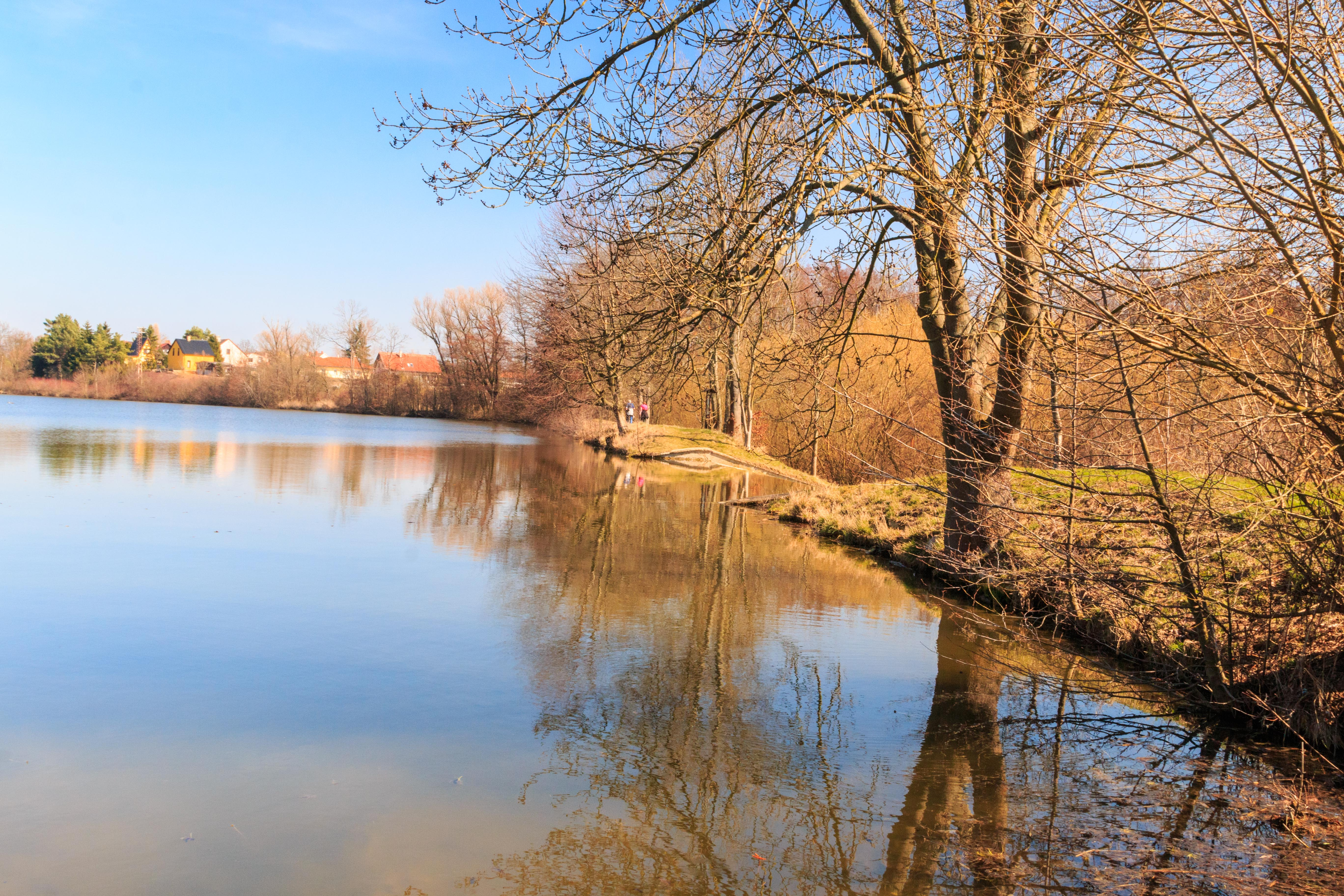
pohled na Červenský rybník
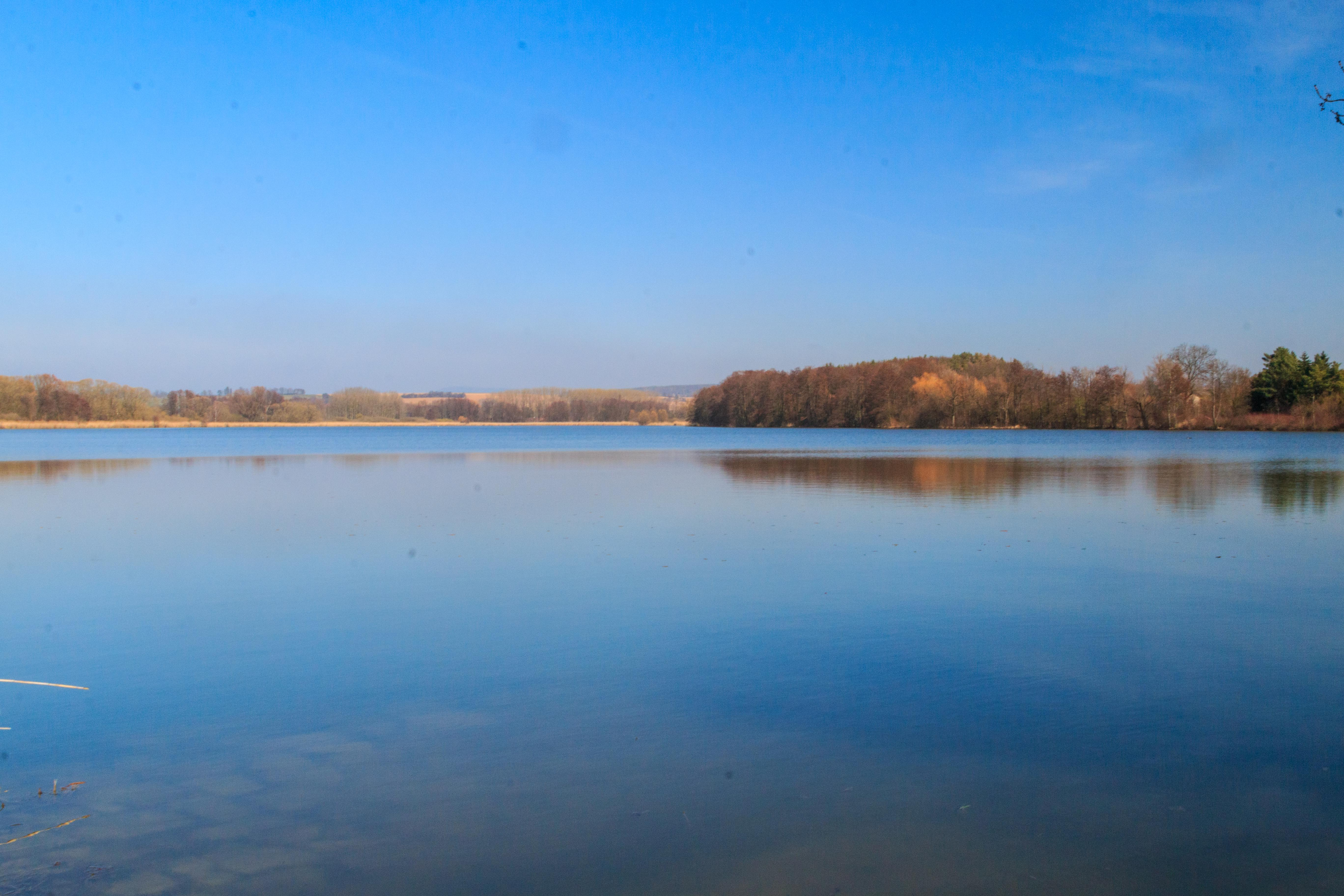
pohled na Červenský rybník
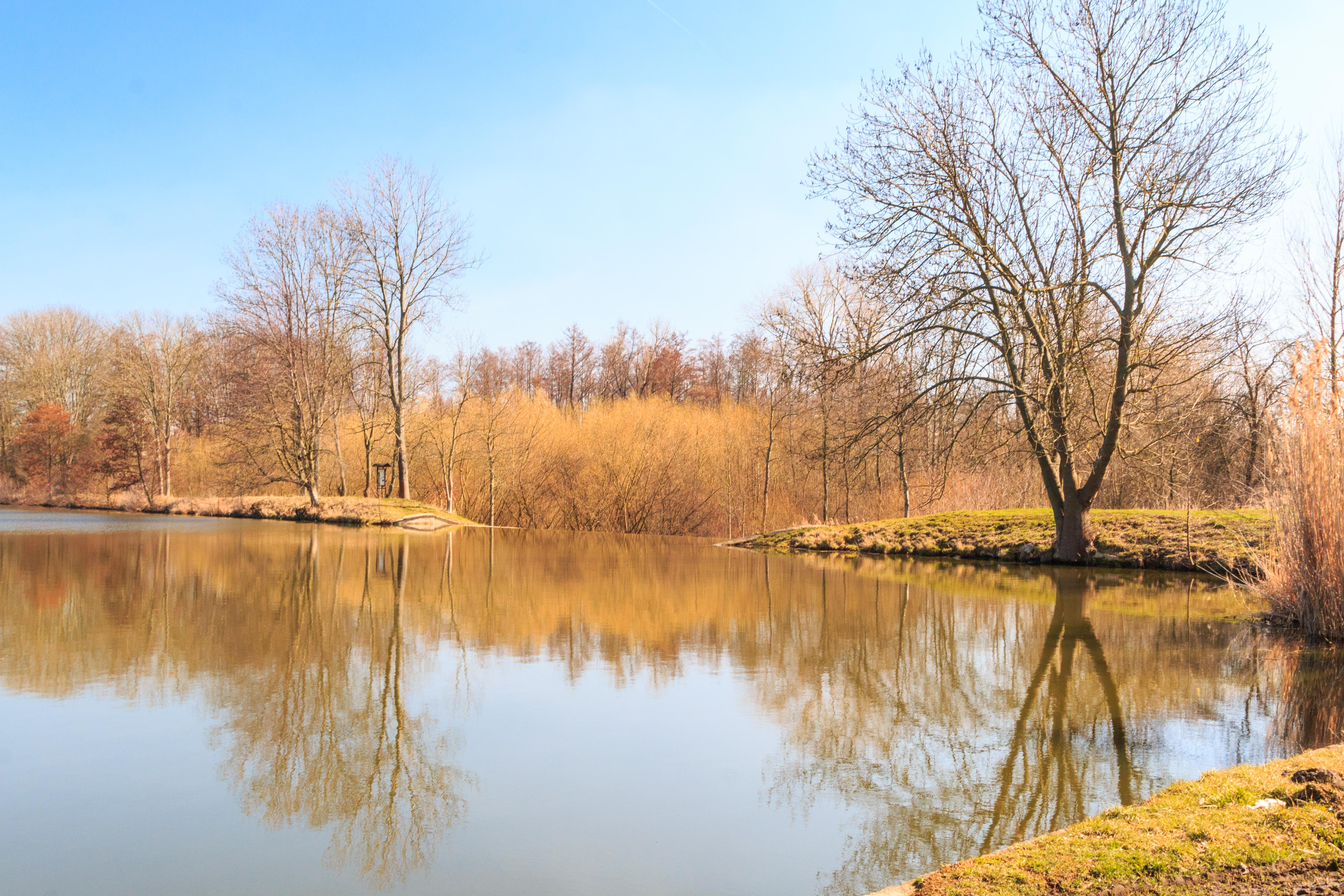
pohled na Červenský rybník
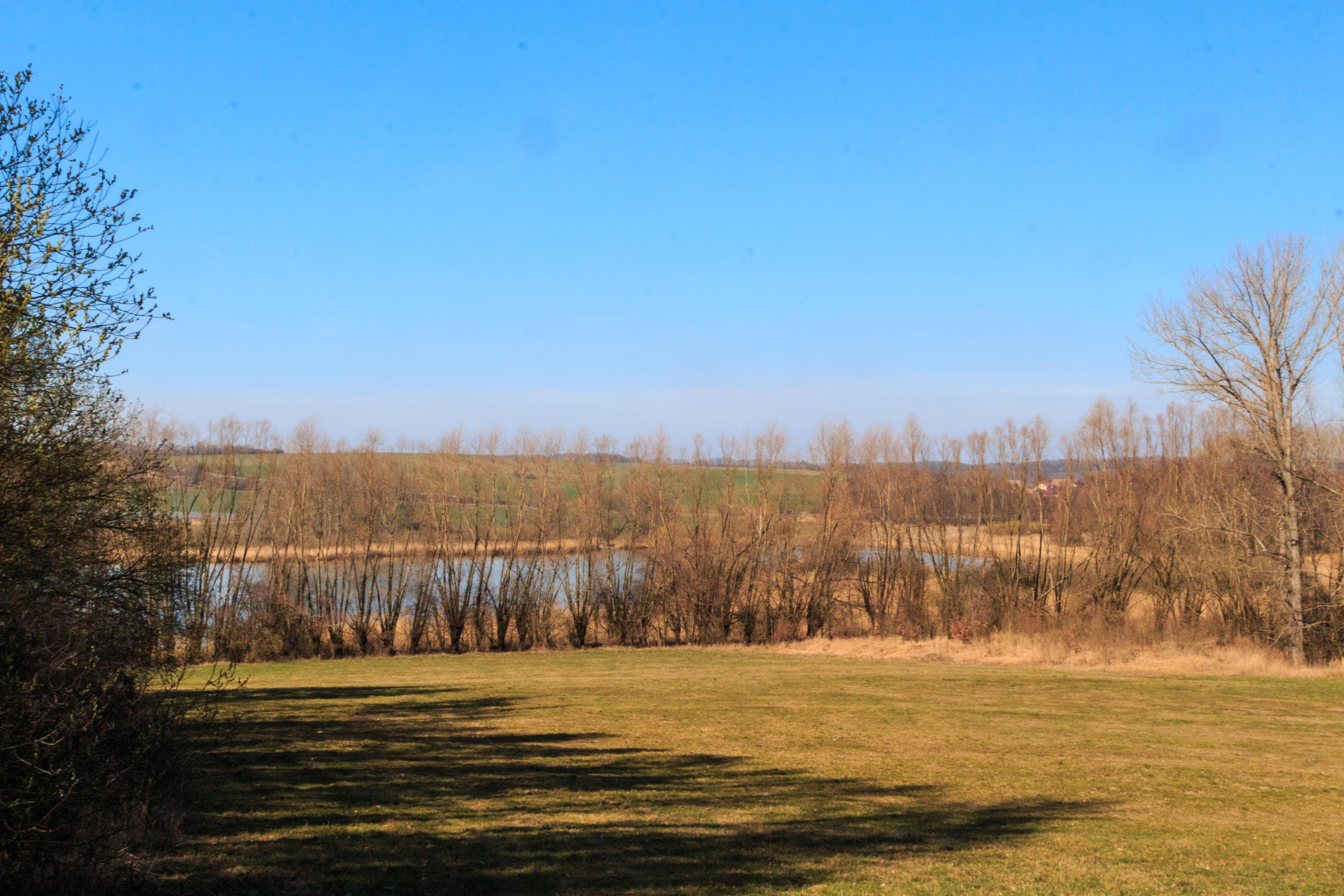
pohled na Červenský rybník
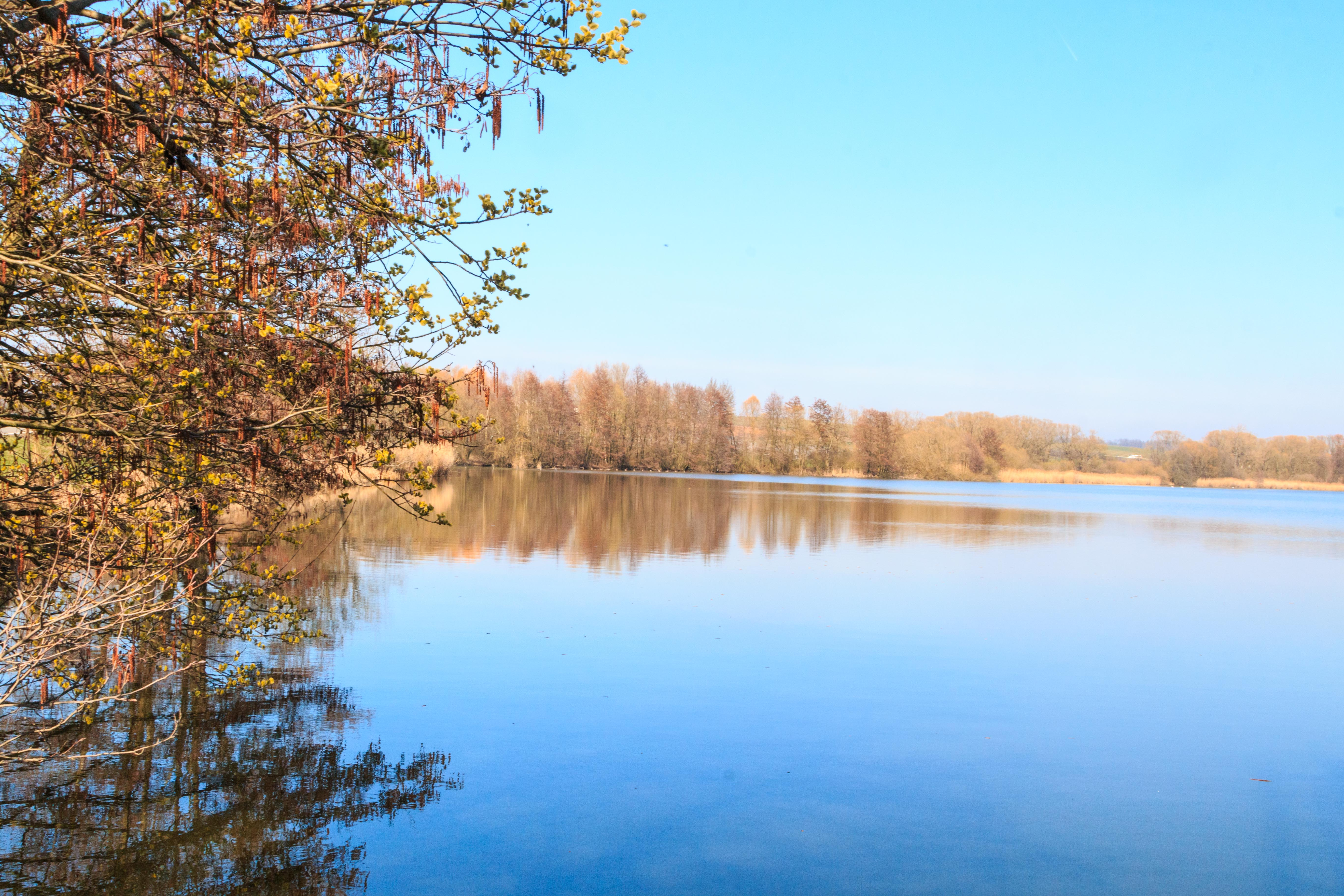
pohled na Červenský rybník